# Kingfish
Kingfish est un groupe américain de rock mené par Matthew Kelly. Il a fondé le groupe à la fin de 1973 avec Dave Torbert bassiste de New Riders of the Purple Sage et des  musiciens de groupes musicaux de la baie de San Francisco ; Robbie Hoddinott, Chris Herold, et Mick Ward. Après la mort de Mick Ward dans un accident de voiture un an plus tard, le groupe a continué en quartet. 

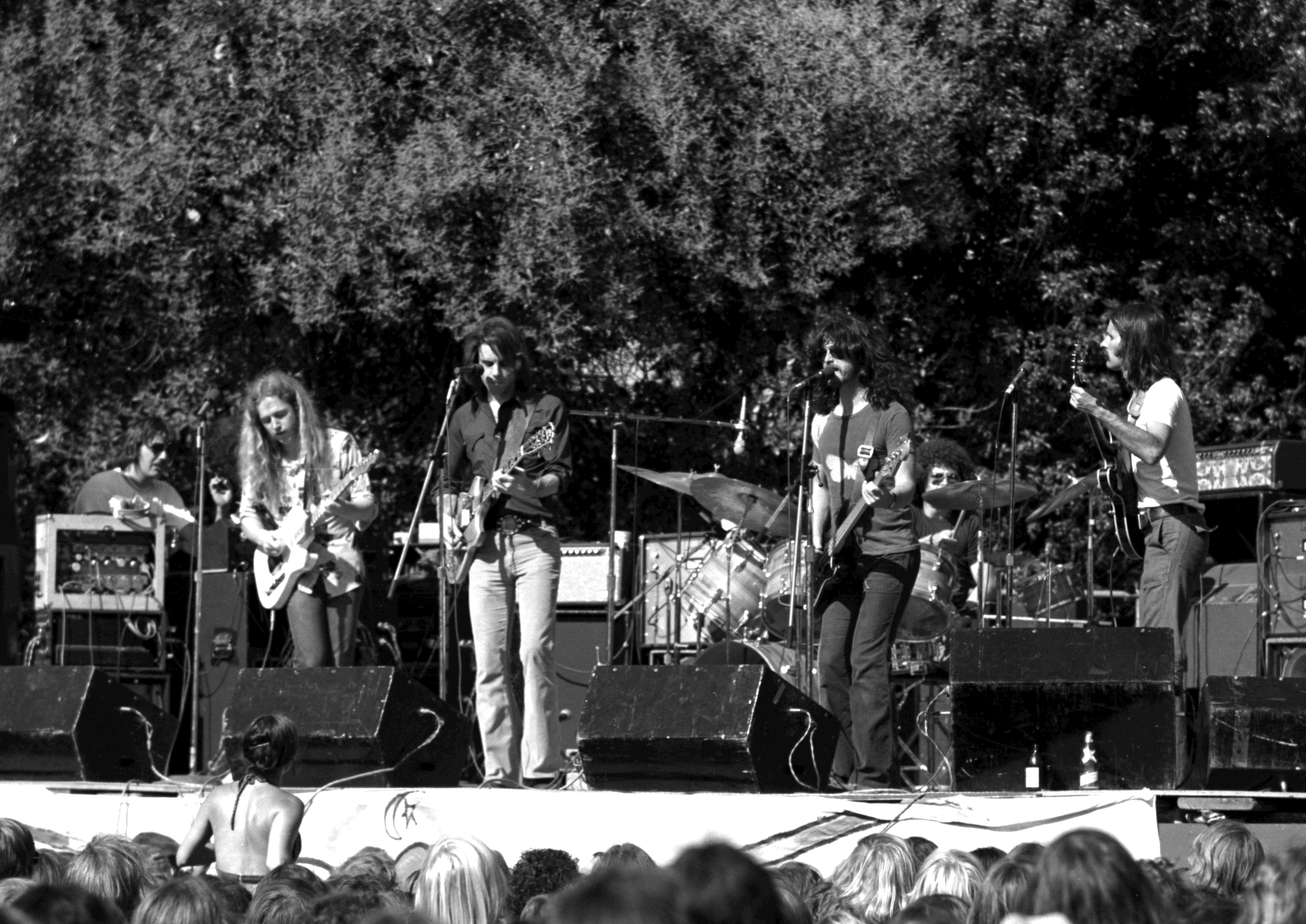
Kingfish à Palo Alto en juin 1975.

Bob Weir a rejoint le groupe en 1974. Bob Weir a quitté le groupe en 1977. Kingfish a continué de donner des concerts jusqu'à la mort de Dave Torbert en 1983. En 1984, Matthew Kelly et Bob Weir ont formé All New Kingfish Review. Depuis 1987, Matthew Kelly continue de jouer avec des formations  en utilisant le nom de Kingfish.

## Les membres
- Bob Weir
- Dave Torbert
- Robbie Hoddinott
- Chris Herold
- Mick Ward
- David Merrill
- Bill Laymon
- Arthur Steinhorn
- Mookie Siegel
- Barry Sless
- Steve Kimock
- Ken Emerson

## Discographie
- Kingfish – 1976
- Live 'N' Kickin' – 1977
- Trident – 1978
- Kingfish (1973-80) – 1985
- Alive in Eighty Five – 1985
- Kingfish in Concert: King Biscuit Flower Hour – 1996
- Relix's Best of Kingfish – 1997
- A Night in New York – 1997
- Sundown on the Forest – 1999
- Live – 2000
- From the Front Row... Live – 2003 – DVD-Audio
- Greatest Hits Live – 2003
- I Hear You Knockin' – 2004